# كيلفين ماتوتي
كيلفين ماتوتي (بالفرنسية: Kelvin Ewome Matute)‏ (10 أكتوبر 1988 في الكاميرون - ) هو لاعب كرة قدم كاميروني في مركز الوسط. لعب مع نادي أودينيزي ونادي برو فيرتشيلي ونادي تريستينا ونادي تشيزينا ونادي كروتوني ونادي كاسيرتانا ولاتينا كالتشيو ونادي أريتسو.

## وصلات خارجية
- كيلفين ماتوتي على موقع قاعدة بيانات كرة القدم.إي يو (الإنجليزية)
- كيلفين ماتوتي على موقع Soccerway.com (الإنجليزية)
- كيلفين ماتوتي على موقع عالم كرة القدم.نت (الإنجليزية)